# Plastic flamingo

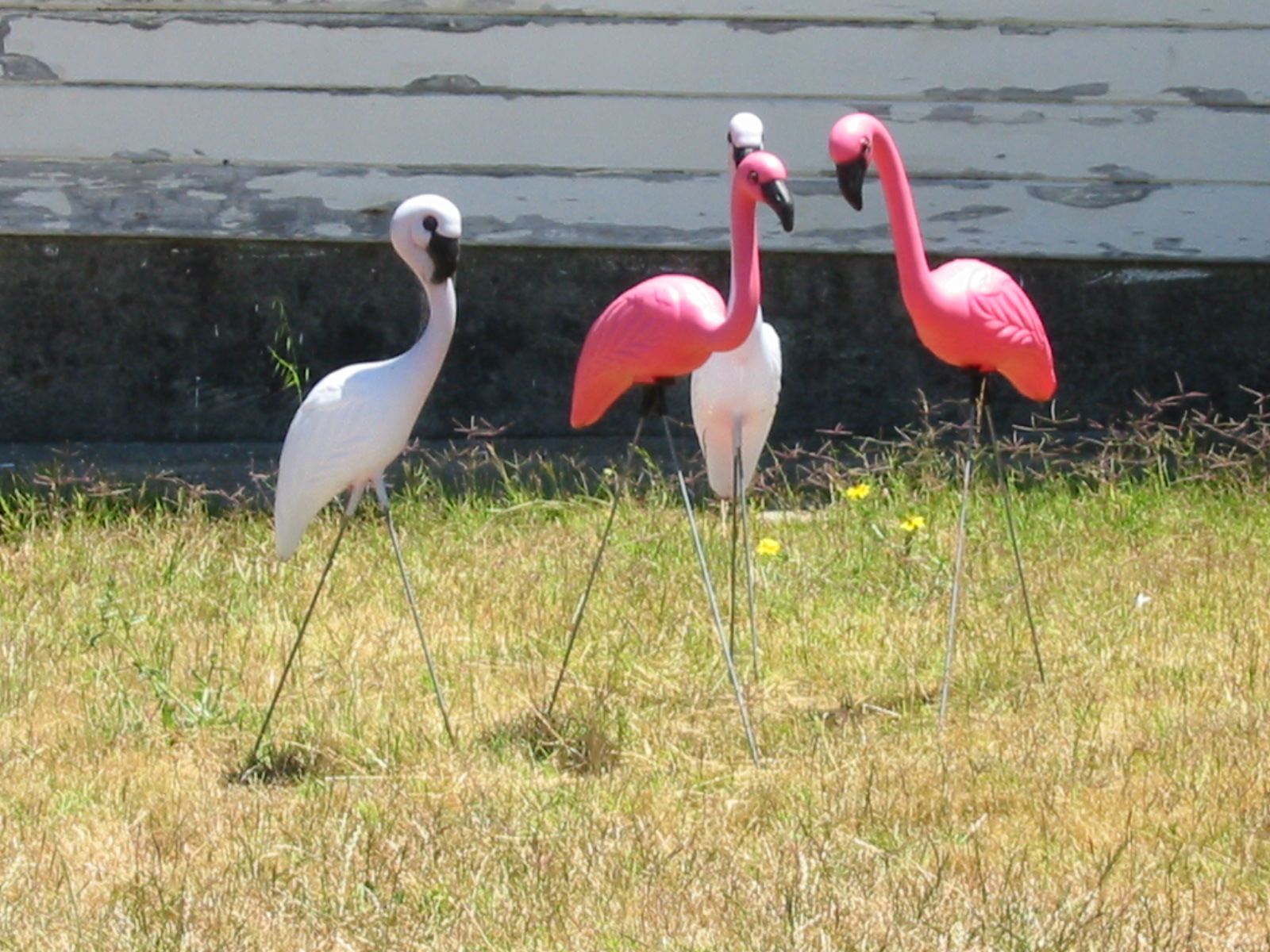
Plastic flamingo

Een plastic flamingo is een rozegekleurd beeld van plastic dat vaak in de tuin geplaatst wordt. Plastic flamingo's zijn een symbool van Noord-Amerikaans consumentisme en een demonstratie van de snelheid waarmee een trend kan ontstaan. Samen met de tuinkabouter is het daar een van de bekendste tuinversieringen, en een icoon van populaire cultuur. In Amerika heeft de roze flamingo zelfs een hele gazonbegroetingsindustrie gevoed, waarbij vluchten plastic flamingo's 's nachts als grap op het gazon van een slachtoffer worden geïnstalleerd. Roze flamingo's worden algemeen beschouwd als een stereotiep voorbeeld van tuinkitsch.
Authentieke flamingo's hebben de handtekening van de ontwerper, Don Featherstone, onder hun staart, een gele snavel met zwarte punt, en worden alleen in paren verkocht.

## Populaire cultuur
- Pink Flamingos – Een vroege film van John Waters.
- In 1996 kreeg Don Featherstone de IgNobel Prize of Art voor "zijn ornamentele evolutionaire uitvinding, de plastic roze flamingo".
- De speler kan in het simulatiespel Animal Crossing roze flamingo's verkrijgen.